# Matīss Miknis
Matīss Miknis (Liepāja, 29 de diciembre de 1992) es un deportista letón que compite en bobsleigh en las modalidades doble y cuádruple.
Ganó tres medallas en el Campeonato Mundial de Bobsleigh entre los años 2019 y 2023, y cinco medallas en el Campeonato Europeo de Bobsleigh entre los años 2017 y 2024.
Participó en dos Juegos Olímpicos de Invierno, en los años 2018 y 2022, ocupando el quinto lugar en Pekín 2022, en la prueba cuádruple.

## Palmarés internacional
| Campeonato Mundial | Campeonato Mundial    | Campeonato Mundial | Campeonato Mundial |
| Año                | Lugar                 | Medalla            | Prueba             |
| ------------------ | --------------------- | ------------------ | ------------------ |
| 2019               | Whistler (Canadá)     | Medalla de plata   | Cuádruple          |
| 2020               | Altenberg (Alemania)  | Medalla de bronce  | Doble              |
| 2023               | Sankt Moritz (Suiza)  | Medalla de plata   | Cuádruple          |
| Campeonato Europeo |                       |                    |                    |
| Año                | Lugar                 | Medalla            | Prueba             |
| 2017               | Winterberg (Alemania) | Medalla de bronce  | Doble              |
| 2019               | Königssee (Alemania)  | Medalla de plata   | Cuádruple          |
| 2020               | Sigulda (Letonia)     | Medalla de oro     | Doble              |
| 2022               | Sankt Moritz (Suiza)  | Medalla de oro     | Cuádruple          |
| 2024               | Innsbruck (Austria)   | Medalla de bronce  | Cuádruple          |